# ان‌وای‌کی ویرگو
ان‌وای‌کی ویرگو (به انگلیسی: NYK Virgo) یک کشتی است که طول آن ۳۳۸٫۱۷ می‌باشد. این کشتی در سال ۲۰۰۷ ساخته شد.